# Governor of Northern Ireland
Der Governor of Northern Ireland (deutsch Gouverneur von Nordirland) war der oberste Vertreter des britischen Monarchen in Nordirland vom 12. Dezember 1922 bis zum 18. Juli 1973. Sitz des Gouverneurs war das Hillsborough Castle in der Nähe von Belfast.

## Amtsgeschichte
Mit der Teilung in Nordirland und „Südirland“ durch den Government of Ireland Act von 1920, ein Gesetz des Vereinigten Königreiches Großbritannien und Irland wurde durch eine Zusatzerklärung der Posten des Governor of Northern Ireland als Vertreter des britischen Monarchen geschaffen. Dem Governor of Northern Ireland wurden am 6. Dezember 1921 auch die Aufgaben des Amts des Lordkanzlers von Irland übertragen. Bis 12. Dezember 1922 übte der letzte Lord Lieutenant of Ireland Edmund Fitzalan-Howard, 1. Viscount FitzAlan of Derwent kommissarisch das Amt aus. Erster Amtsträger wurde der Duke of Abercorn, der das Amt bis 1945 innehatte. Das Amt des Governors wurde 1973 im Zuge des eskalierenden Nordirlandkonfliktes aufgehoben, der Secretary of State for Northern Ireland übernahm schließlich dessen Aufgaben.

## Liste der Gouverneure von Nordirland
| № | Gouverneur                                            | Bild | Amtszeit          | Amtszeit          | Monarch                           | Premierminister von Nordirland    |
| № | Gouverneur                                            | Bild | von               | bis               | Monarch                           | Premierminister von Nordirland    |
| - | ----------------------------------------------------- | ---- | ----------------- | ----------------- | --------------------------------- | --------------------------------- |
| 1 | James Hamilton, 3. Duke of Abercorn (1869–1953)       |      | 12. Dezember 1922 | 6. September 1945 | George V. Edward VIII. George VI. | Craigavon Andrews Brooke          |
| 2 | William Leveson-Gower, 4. Earl Granville (1880–1953)  |      | 7. September 1945 | 1. Dezember 1952  | George VI. Elizabeth II.          | Brooke                            |
| 3 | John Loder, 2. Baron Wakehurst (1895–1970)            |      | 1. Dezember 1952  | 1. Dezember 1964  | Elizabeth II.                     | Brookeborough O’Neill             |
| 4 | John Erskine, 1. Baron Erskine of Rerrick (1893–1980) |      | 1. Dezember 1964  | 27. November 1968 | Elizabeth II.                     | O’Neill                           |
| 5 | Ralph Grey, Baron Grey of Naunton (1910–1999)         |      | 27. November 1968 | 26. Juni 1973     | Elizabeth II.                     | O’Neill Chichester-Clark Faulkner |